# Fight for the Rock
Fight for the Rock —en español: Pelea por el rock— es el cuarto álbum de estudio de la banda estadounidense de heavy metal Savatage y fue publicado por Atlantic Records en formato de disco de vinilo, casete y disco compacto en 1986. Fue relanzado en 1997, 2002 y 2010.

## Grabación
Antes de la grabación de este disco, el bajista Keith Collins dejó la banda y fue reemplazado por Johnny Lee Middleton. Las grabaciones se realizaron en el año de 1986.

## Recepción
En el mismo año de su publicación, Fight for the Rock logró entrar en la lista del Billboard 200, alcanzando la 168.º posición.

## Crítica
Según el crítico de Allmusic Geoff Orens, «Fight for the Rock fue un intento evidente de Savatage al éxito comercial después que haber sido empujado a esa dirección por su compañía discográfica y que el resultado fue un álbum que parecía más una imitación pálida de Van Halen».  También desacreditó el trabajo de la producción de este disco y la ejecución de la guitarra de Criss Oliva, describiéndola como ‹sin oportunidad de brillar›. Orens otorgó una calificación de 1.5 estrellas de cinco posibles.

## Reediciones
Este álbum fue relanzado en 1997, 2002 y 2010 en formato de disco compacto y cada reedición numera canciones extras distintas.  La versión de 1997 contiene una versión en vivo de «If I Go Away», la del 2002 enlista los temas «The Dungeons are Calling» y «City Beneath the Surface» ambos extraídos del álbum en directo Ghost in the Ruins de 1995 y la reedición del 2010 incluye «This is the Time» y «This is Where You Should Be», pistas grabadas por Jon Oliva y durante las grabaciones de Hall of the Mountain King respectivamente.

## Lista de canciones

### Versión original de 1986
| Side one |                                        |                                                                            |                                   |          |  |
| N.º      | Título                                 | Escritor(es)                                                               | Traducción al español             | Duración |  |
| 1.       | «Fight for the Rock»                   | Jon Oliva / Criss Oliva / Steve Wacholz                                    | «Pelea por el rock»               | 3:55     |  |
| 2.       | «Out of the Streets»                   | J. Oliva / C. Oliva                                                        | «Fuera de las calles»             | 3:58     |  |
| 3.       | «Crying for Love»                      | J. Oliva / C. Oliva                                                        | «Llorando por amor»               | 3:27     |  |
| 4.       | «Day After Day» (versión de Badfinger) | Pete Ham                                                                   | «Día tras día»                    | 3:40     |  |
| 5.       | «The Edge of Midnight»                 | J. Oliva / C. Oliva / Wacholz                                              | «El borde de la medianoche»       | 4:52     |  |
| 6.       | «Hyde»                                 | J. Oliva / C. Oliva / Wacholz                                              | «Hyde»                            | 3:51     |  |
| 7.       | «Lady in Disguise»                     | Jon Oliva                                                                  | «Dama disfrazada»                 | 3:08     |  |
| 8.       | «She's Only Rock & Roll»               | J. Oliva / C. Oliva                                                        | «Ella es solamente rock and roll» | 3:14     |  |
| 9.       | «Wishing Well» (versión de Free)       | Paul Rodgers / Paul Kossoff / Tetsu Yamauchi / Simon Kirke / John Bundrick | «Pozo de los deseos»              | 3:20     |  |
| 10.      | «Red Light Paradise»                   | J. Oliva / C. Oliva / Johnny Lee Middleton                                 | «Paraíso de burdeles»             | 3:56     |  |
| 37:54    |                                        |                                                                            |                                   |          |  |

### Reedición de 1997
| Side one              |                                                                |                                   |                       |          |  |
| N.º                   | Título                                                         | Escritor(es)                      | Traducción al español | Duración |  |
| 11.                   | «If I Go Away» (versión acústica y producida por Paul O'Neill) | J. Oliva / C.Oliva / Paul O'Neill | «Si me marcho»        | 3:50     |  |
| Duración total: 41:44 |                                                                |                                   |                       |          |  |

### Reedición de 2002
| Side one              |                                                                             |                                     |                                |          |  |
| N.º                   | Título                                                                      | Escritor(es)                        | Traducción al español          | Duración |  |
| 11.                   | «Dungeons are Calling» (en vivo, extraído del álbum Ghost in the Ruins)     | J. Oliva / C. Oliva / Keith Collins | «Los calabozos están llamando» | 3:45     |  |
| 12.                   | «City Beneath the Surface» (en vivo, extraído del álbum Ghost in the Ruins) | J. Oliva / C. Oliva                 | «Ciudad bajo la superficie»    | 5:01     |  |
| Duración total: 46:40 |                                                                             |                                     |                                |          |  |

### Reedición de 2010
| Side one              | |                    |                             |          |  |
| N.º                   | Título                                                                                                 | Escritor(es)       | Traducción al español       | Duración |  |
| 11.                   | «This is the Time» (versión acústica grabada por Jon Oliva en 2010)                                    | J. Oliva / O'Neill | «Este es el momento»        | 5:31     |  |
| 12.                   | «This is Where You Should Be» (grabada durante las sesiones de grabación de Hall of the Mountain King) | J. Oliva / O'Neill | «Aquí es donde debes estar» | 4:55     |  |
| Duración total: 48:20 | |                    |                             |          |  |

## Créditos

### Savatage
- Jon Oliva — voz principal y piano
- Criss Oliva — guitarra y coros
- Johnny Lee Middleton — bajo y coros
- Steve Wacholz — batería y percusiones

### Músicos adicionales
- Dvoskin — teclados
- Brent Daniels — coros

### Personal de producción
- Stephan Galfas — productor, ingeniero de sonido y mezclador
- Steve E. Machat — productor ejecutivo
- Rick Smith — productor ejecutivo
- Robert Zemsky — productor asociado
- Mark Jolley — ingeniero de sonido
- Dan McMillan — ingeniero de sonido asociado
- Mario Rodríguez — mezclador
- Bob Ludwig — masterización
- Bob Defrin — director de arte
- Andrew Unangst — fotógrafo

## Listas
| Año  | País           | Lista         | Posición máxima |
| ---- | -------------- | ------------- | --------------- |
| 1986 | Estados Unidos | Billboard 200 | 168.º           |